# Ungerska demokratiska unionen i Rumänien
Ungerska demokratiska unionen i Rumänien (ungerska: Romániai Magyar Demokrata Szövetség, RMDSz, rumänska: Uniunea Democrată Maghiară din România, UDMR) är ett parti i Rumänien, bildat den 25 december 1989. Partiet är medlem i Europeiska folkpartiet (EPP) och dess Europaparlamentariker sitter i Europeiska folkpartiets grupp (kristdemokrater) (EPP). Partiet representerar den ungerska minoriteten i Rumänien.
Innan det nationella parlamentsvalet 2008 satt partiet i regeringsställning tillsammans med Partidul Național Liberal (PNL), men efter parlamentsvalet förlorade koalitionen makten och partiet är numera i opposition.